# 只有团结能拯救塞尔维亚人

塞尔维亚十字架

只有团结能拯救塞尔维亚人（拉丁字母：samo sloga Srbina spasava）是在塞尔维亚和塞尔维亚族人中流行的格言和口号，经常用作反对外国统治和经历民族危机时的号召。这句话的四个单词在西里尔文中都以字母开头，以此作为对塞尔维亚十字架上四个形火镰图案的解读。民间多认为这句话出自13世纪的塞爾維亞正教會创始人圣萨瓦，但据考证，其真正提出是在19世纪的民族主义浪潮中。

## 起源
拜占庭帝国巴列奥略王朝的标志为十字架的四角各绘有一个形火镰。14世纪，塞尔维亚从拜占庭那里接受了双头鹰和四火镰十字图案，只是倾向于将火镰绘制成形。16世纪的利伊里亚纹章图册使用四火镰十字来代表塞尔维亚。:25-32,68-7119世纪初，在反抗奥斯曼帝国的第一次塞尔维亚起义期间，革命塞尔维亚政权（1804–1813）将四火镰十字图案用于国家徽章。:11619世纪至今的各个塞尔维亚政权都将四个形火镰应用于国徽之上。

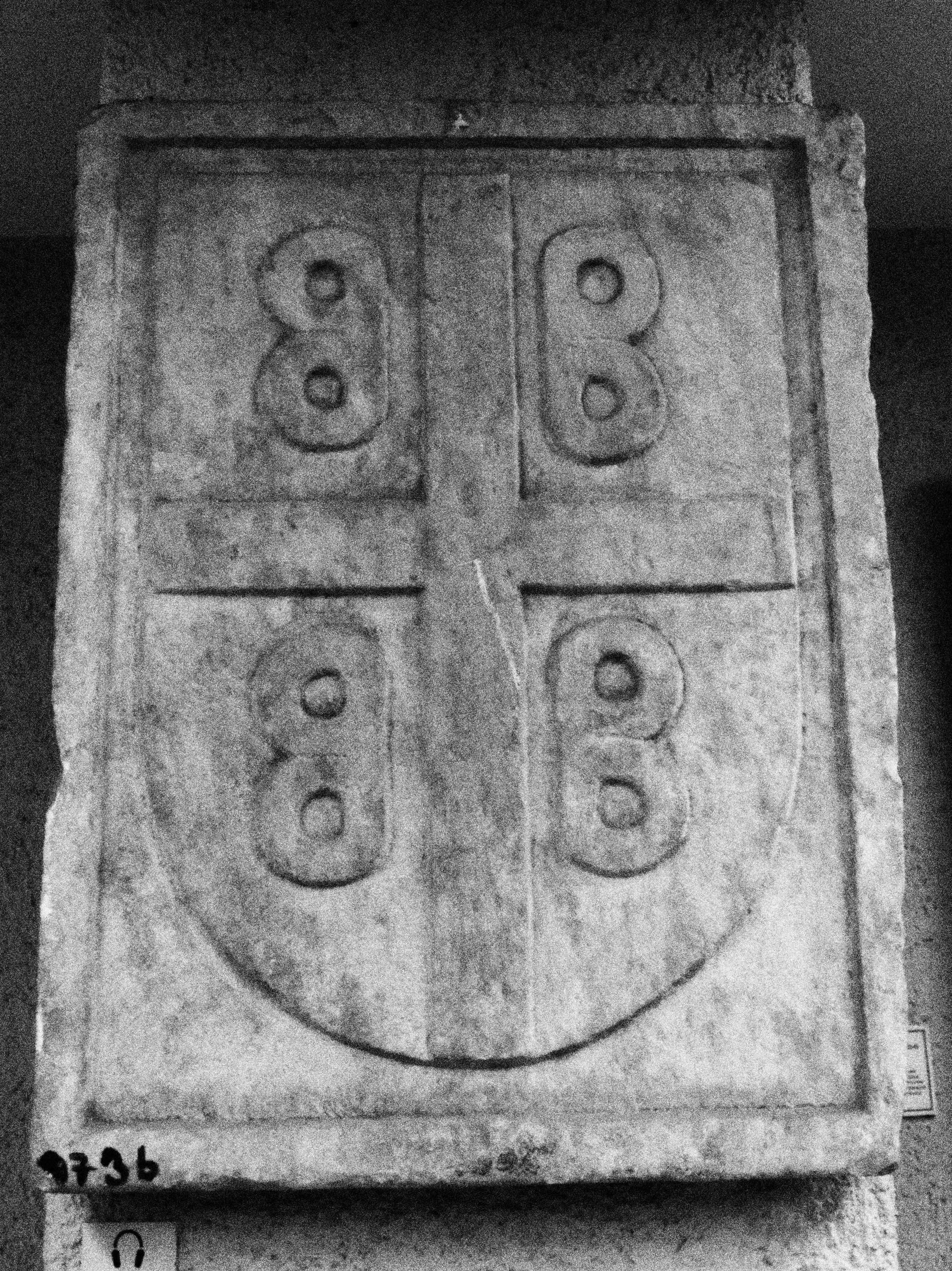
拜占庭帝国巴列奥略王朝标志
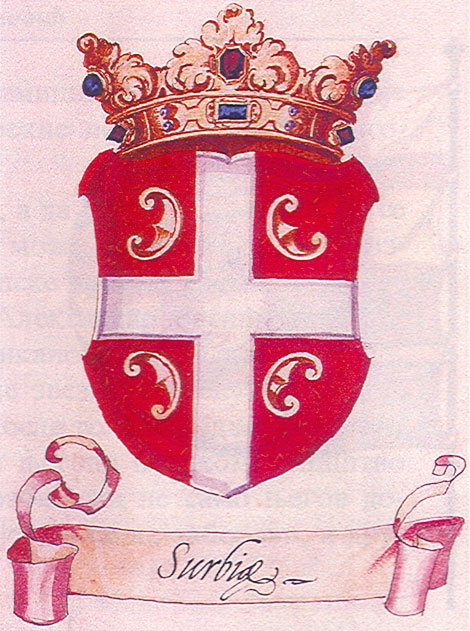
利伊里亚纹章图册中的塞尔维亚纹章
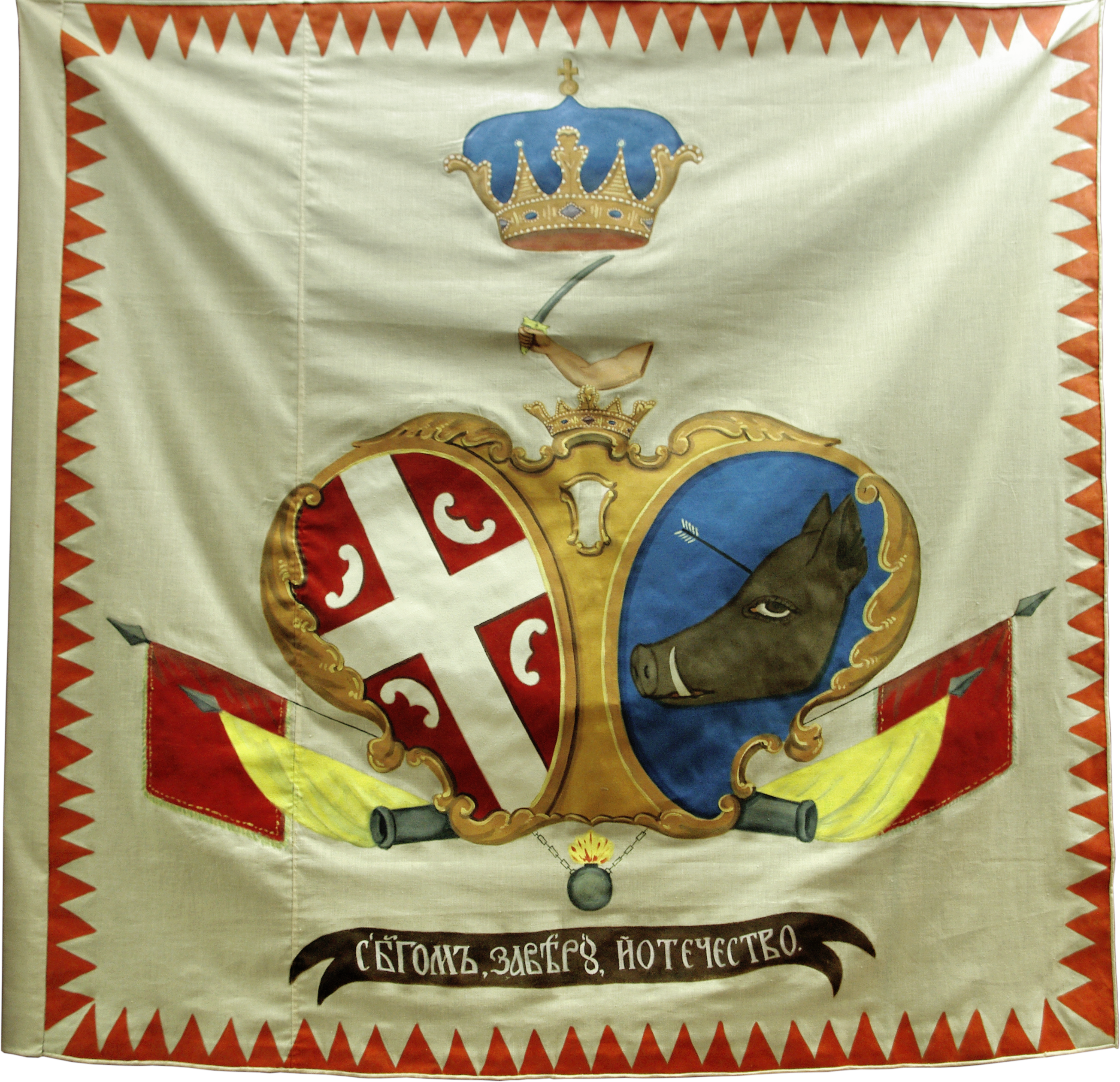
革命塞尔维亚（1804-1813）的旗帜
塞尔维亚公国（1817-1882）国徽
南斯拉夫王国（1918-1941）国徽
塞尔维亚社会主义共和国（1945-1992）国徽
塞尔维亚共和国（2006至今）国徽

将塞尔维亚十字架上的四个火镰看成是字母并解读为一句话的做法，可以追溯到19世纪，出于民族主义和政治原因而盛行。将军、作家约万·德拉加舍维奇于1860年在诗歌《古斯莱的回响》（Јека од гусала）中写道：“只有团结能拯救塞尔维亚人，这句话被写在塞尔维亚的国徽上。”作家比利亚娜·万科夫斯卡（Biljana Vankovska）猜测，最初的解读是“只有塞尔维亚能拯救自己”（само Србија себе спасава），后来才改成“只有团结能拯救塞尔维亚人”，反映出当时塞尔维亚人对内部敌人日益增长的恐惧。塞尔维亚诗人和东正教牧师约万·孙代契奇1868年用“只有团结才能拯救斯拉夫民族”（Само слога Славенство  спашава）来解释。米洛什·米洛耶维奇于1869年创作的诗歌和传统辑录又收集了多种解读，尽管他都不以为然。
米洛拉德·希米奇（Milorad Šimić）于1882年创作了诗歌《圣萨瓦之死》（Смрт светог Саве），将“只有团结能拯救塞尔维亚人”与塞尔维亚正教会的第一任大主教、塞尔维亚人的守护神圣萨瓦联系在一起。据说圣萨瓦意在鼓舞塞尔维亚人民族自治、反抗天主教罗马教廷的统治。

## 使用
19世纪80－90年代时，人们在毛巾和古斯莱上写了这句话。这一短语还被用於塞尔维亚索科尔运动歌曲。第二次世界大战期间，驻波黑的切特尼克支队总参谋部在斗争中以此为号召。
20世纪90年代初，随着南斯拉夫开始分裂解体，米洛舍维奇的宣传机器采用了“只有团结能拯救塞尔维亚人”这个短语。
1999年北约轰炸南斯拉夫后，塞尔维亚创作歌手博拉·乔尔杰维奇创作了与格言同名的歌曲。2010年，在洛兹尼察战役的200周年纪念日，塞尔维亚正教会牧首爱任纽引用格言说，只有团结才能拯救塞尔维亚人民，而不团结能够毁灭它。2013年3月，斯洛文尼亚政界人士、欧洲议会议员耶尔科·卡钦，引用这句格言祝贺科索沃和塞尔比亚的代表在政治分歧的情况下团结一致。